# Juan Carlos Ramírez Abadía
Juan Carlos Ramírez Abadía (* 16. Februar 1963 in Palmira, Kolumbien) ist ein kolumbianischer Drogenhändler.
Abadía, genannt auch Chupeta und El Patron, ist Chef des Norte-del-Valle-Kartells, dem größten kolumbianischen Kokainkartell. Sein durch Drogenhandel erworbenes Vermögen wurde von der Drug Enforcement Administration, DEA, auf 1,8 Mrd. USD geschätzt. Unter der Führung von Abadía hat das Norte-del-Valle-Kartell in den 1990er Jahren das Cali-Kartell von Gilberto Rodríguez Orejuela und das Medellín-Kartell von Pablo Escobar als größten Kokain-Exporteur weltweit abgelöst. Abadía galt als der meistgesuchte Drogenhändler der Welt und wurde im August 2007 verhaftet. Das oberste Gericht Brasiliens (Supremo Tribunal Federal) bestätigte in einer Verhandlung am 13. März 2008 seine Auslieferung an die Vereinigten Staaten. Er wurde am 22. August 2008 überführt.

## Galerie

Fotos
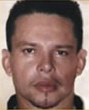
Fahndungsfoto von Juan Carlos Ramírez Abadía
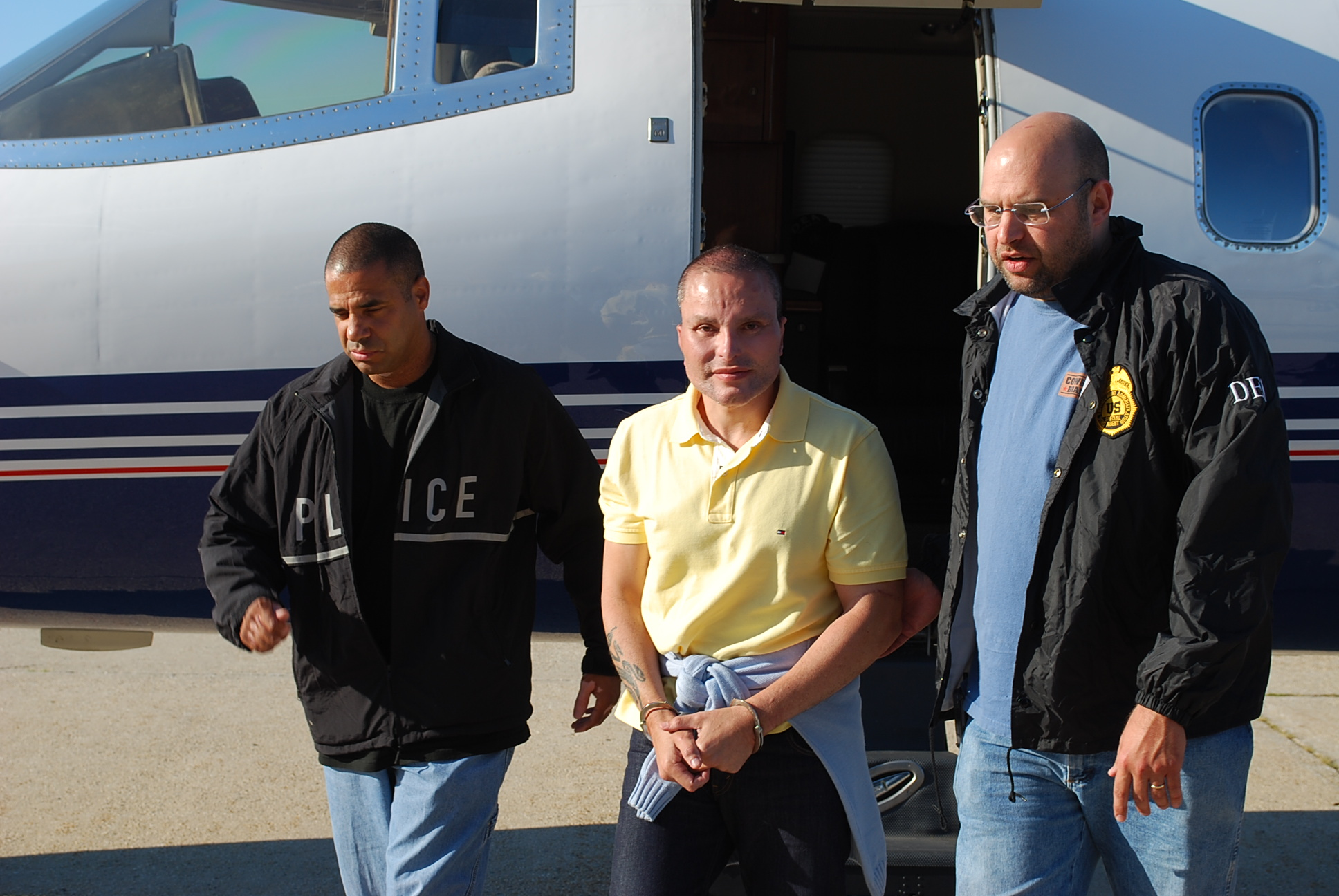
Juan Carlos Ramírez Abadía mit 2 Beamten der Drug Enforcement Administration während seiner Auslieferung aus Kolumbien